# Архиепархия Тираны — Дурреса
Архиепархия Тираны — Дурреса (лат. Archidioecesis Dyrracena-Tiranensis) — архиепархия Римско-Католической церкви с центром в городе Тирана, Албания. В церковную провинцию Тираны — Дурреса входит епархия Решени и апостольская администратура Южной Албании грекокатолической Албанской католической церкви. Кафедральным собором архиепархии Тираны — Дурреса является церковь святого Павла.

## История
Епархия Дурреса была основана в IV веке. Известно, что первый епископ епархии Евкарий в 431 году участвовал в Эфесском соборе. В это время епархия Дурреса входила в митрополию греческого Эпира. После раскола в 1057 году епископы Дурреса стали подчиняться Константинопольскому Патриарху.
В 1209 году в Дурресе была создана латинская архиепархия. Во время турецкого владычества архиепископы Дурреса несколько раз меняли местоположение своей кафедры. С 1509 года кафедра архиепископа находилась в Курбине, позднее была перемещена в Кановию. С начала XX века кафедра архиепископа находилась в Делбенисти.
В начале XVII века и в 1640 году в архиепархию Дурреса вошли территория упразднённых епархий Албании и Стефаньяко.
10 марта 1926 года Римский папа Пий XI выпустил бреве «Quae rei sacrae», которым передал часть территории Дурреса архиепархии Корфу, Занте и Кефалинии.
Во время коммунистического режима с 18 апреля 1958 года до 1992 года архиепархия Дурреса была вакантной.
23 декабря 1992 года архиепархии Дурреса была переименована в архиепархию Тираны — Дурреса.
7 декабря 1996 года архиепархия Тираны — Дурреса передала часть своей территории для возведения новой епархии Решени.

## Ординарии архиепархии
| - епископ Евкарий (первая половина IV века); - епископ Лука (между 449—451); - епископ Аноним (около 519); - епископ Мариан (около 553); - епископ Урбиций (около 598); - епископ Сисинний (около 692); - епископ Никифор (около 787); - епископ Антоний (около 810); - епископ Лукиан (около 879); - епископ Аноним (около 1033); - епископ Лаврентий (1040—1053); - архиепископ Манфред (1210); - архиепископ Антоний (1296—1301); - архиепископ Пётр (1303—1304); - архиепископ Матфей (1320—1334); - архиепископ Pietro da Geronsa (23.03.1340 — ?); - архиепископ Angelo (1344 — ?); - архиепископ Antonio da Alessandria (25.05.1349 — ?); - архиепископ Demetrio (20.12.1363 — ?); - архиепископ Giovanni (28.09.1388 — ?); - архиепископ Stefano da Napoli (3.06.1394 — ?); - архиепископ Giovanni Panella (15.05.1395 — 1399) — назначен архиепископом Капаччио (сегодня — Епархия Валло-делла-Лукания); - архиепископ Leonardo Piermicheli (5.06.1399 — ?); - архиепископ Minore (13.09.1403 — ?); - архиепископ Giovanni di Durazzo (1.10.1412 — 1421); - архиепископ Nicola di Cosma (6.07.1422 — ?); - архиепископ Giovanni de Monte (21.10.1429 — 1441); - архиепископ Giacomo da Cortino (26.01.1457 — ?); - архиепископ Stefano Birello (9.03.1458 — 1459); - архиепископ Paolo Angelo (19.05.1460 — ?); - архиепископ Nicola Barbuti (5.05.1469 — ?); - архиепископ Marco Cattaneo (16.11.1474 — август 1487); - архиепископ Martino Firmani (18.02.1492 — 6.08.1499); - архиепископ Francesco Quirini (27.11.1499 — 1.08.1505); - архиепископ Nicola Foresio (1.09.1505 — 1510); - архиепископ Gabriele Foschi (1511 — 25.10.1534); | - архиепископ Giorgio Stemagu (21.06.1535 — около 1540); - архиепископ Ludovico Bianchi (16.04.1540 — ?); - Sede vacante; - архиепископ Decio Carafa (1608 — 7.01.1613) — назначен архиепископом Неаполя; - архиепископ Antonio Provana (1.08.1622 — 7.01.1632) — назначен архиепископом Архиепархия Турина; - архиепископ Girolamo Greco (1634 — ?); - архиепископ Marco Scura (10.09.1640 — 27.04.1656); - архиепископ Nicola Carpegna (27.08.1657 — ?); - архиепископ Gerardo Galata (19.05.1670 — 1696); - архиепископ Pietro Zumia (30.03.1700 — 1720); - архиепископ Pietro Scurra (30.09.1724 — 1737); - архиепископ Giovanni Galata (26.01.1739 — 1752); - архиепископ Nicolò Angelo Radovani (18.12.1752 — 1774); - архиепископ Tommaso Mariagni (27.06.1774 — 1817); - архиепископ Paolo Galata (январь 1818 — ?); - архиепископ Nicola Bianchi (26.06.1838 — 1843); - архиепископ Giorgio Labella (ноябрь 1844 — ?); - архиепископ Raffaele D’Ambrosio (17.12.1847 — 14.07.1893); - архиепископ Primo Bianchi (17.07.1893 — 1922); - архиепископ Francesco Melchiori (22.05.1922 — 1928); - архиепископ Pietro Gjura (15.05.1929 — 9.07.1939); - архиепископ Винченц Преннуши (26.06.1940 — 19.03.1949); - Sede vacante (1949—1992) - апостольский администратор Николя Трошани (18.04.1958 — 1991); - архиепископ Ррок Кола Мирдита (25.12.1992 — 7.12.2015); - архиепископ Георге Френдо (17.11.2016 — 30.11.2021); - архиепископ Арьян Додай (с 30.11.2021). |  |

## Источник
- Annuario Pontificio, Libreria Editrice Vaticana, Città del Vaticano, 2003, стр. 766, ISBN 88-209-7422-3
- Бреве Quae rei sacrae Архивная копия от 27 марта 2010 на Wayback Machine, AAS 18 (1926), стр. 483  (лат.)
- Булла Solet Apostolica Sedes Архивная копия от 8 февраля 2012 на Wayback Machine  (лат.)
- Pius Bonifacius Gams, Series episcoporum Ecclesiae Catholicae, Leipzig 1931, стр. 407—408 Архивная копия от 26 июня 2015 на Wayback Machine  (лат.)
- Konrad Eubel, Hierarchia Catholica Medii Aevi, vol. 1 Архивная копия от 9 июля 2019 на Wayback Machine, стр. 232—233, 466; vol. 2 Архивная копия от 4 октября 2018 на Wayback Machine, стр. 148; vol. 3 Архивная копия от 21 марта 2019 на Wayback Machine, стр. 189; vol. 4 Архивная копия от 4 октября 2018 на Wayback Machine, стр. 179; vol. 5, стр. 190; vol. 6, стр. 203  (лат.)